# Aeroporto di Londra-City
L'Aeroporto di Londra-City (IATA: LCY, ICAO: EGLC) (in inglese: London City Airport) è uno dei sei principali aeroporti di Londra. La capitale inglese è servita complessivamente da nove aeroporti, di cui cinque nelle immediate vicinanze: Gatwick, Heathrow, Luton, Southend, Stansted.
Esso è situato a est dei Docklands, nel distretto di Newham, a 11 chilometri a est dalla Città.

## Storia
Ideato nel 1981 per servire il distretto finanziario di Londra, l'aeroporto venne inaugurato nel 1987 dalla Regina Elisabetta II.
Dopo la morte della Principessa Diana nel 1997, girarono le voci che l'aeroporto sarebbe stato rinominato in memoria dell'amata Principessa del popolo. Cosa che alla fine non venne mai messa in atto.
I passeggeri hanno accesso allo scalo tramite l'omonima stazione ferroviaria, servita dalla Docklands Light Railway, inaugurata nel 2005. L'aeroporto è raggiungibile anche tramite autobus con le linee 473 e 474 della Transport for London.
Nel 2021 diviene il primo maggior scalo al mondo ad essere controllato tramite una torre di controllo remota: i controllori di volo sono ubicati in un ufficio appositamente costruito a Swanwick, un villaggio vicino a Southampton, e svolgono le loro operazioni tramite l'uso di telecamere e sensori che offrono una visione panoramica dell'aeroporto.

## Dati tecnici
Lo scalo, progettato per operazioni di STOL, dispone di un'unica pista orientata 09/27 di 1.508 metri, in calcestruzzo scanalato e dotata di sistema PAPI. È il quinto aeroporto, per ordine d'importanza, della capitale britannica.
Aerei certificati per operare voli commerciali di linea sull'aeroporto di Londra-City:
- Airbus A318
- BAe 146/Avro RJ
- British Aerospace BAe Jetstream 41
- ATR 42
- ATR 72
- Airbus A220-100
- De Havilland Canada Dash 7
- Bombardier Q Series/De Havilland Canada Dash 8
- Dornier Do 228
- Dornier Do 328
- Fairchild Dornier 328JET
- Embraer ERJ-135
- Embraer 170
- Embraer 190
- Fokker F50
- Fokker F70
- Saab 340
- Saab 2000
- Shorts 360-300

## Andamento del traffico passeggeri
Questo grafico non è disponibile a causa di un problema tecnico.
Si prega di non rimuoverlo.
Vedi la query Wikidata di origine.

## Incidenti
- Il 18 agosto 2007 un British Aerospace BAe 146 della Swiss (volo 444) ha effettuato un "hard-landing" riportando sostanziali danni.[8]
- Il 13 febbraio 2009, il carrello di un aereo BAe 146 della British Airways (volo 8456) proveniente da Amsterdam si è spezzato in fase di atterraggio. I 67 passeggeri e i 5 membri dell'equipaggio sono stati evacuati.[9] 2 passeggeri hanno riportato lievi ferite e per uno si è reso necessario il ricovero in ospedale.
- Il 15 maggio 2014, un pezzo d'ala di un Bae 146 della CityJet diretto a Firenze, si è staccato immediatamente dopo il decollo costringendo l'equipaggio di bordo ad un atterraggio di emergenza all'aeroporto di London City. Nessun ferito a bordo tra i 61 passeggeri e l'equipaggio.[10]